# SHINGO☆西成
SHINGO★西成（シンゴ にしなり、1972年5月9日 ‐ ）は、大阪府大阪市西成区出身のヒップホップMCである。本名：池上 真悟（いけがみ しんご）。

また、ヒップホップグループ・ULTRA NANIWATIC MC'Sの一員でもある。

## 来歴
- 1972年、大阪府釜ヶ崎の三角公園近くの長屋で生まれ育つ[1]。大阪府立今宮高等学校卒業。高校時代はラグビー部で、吉本新喜劇の烏川耕一とはチームメイトであった[2]。
- 1995年、天理大学卒業を控えた同年に発生した阪神・淡路大震災のボランティアを通して助け合いの大切さを感じたことにより、高齢者福祉施設に就職する。[3]
- 1996年、ライブ活動を開始する。
- 2002年、ラップへの情熱を捨て切れず、西成のおじさんの「人生を後悔するな」「今やりたいことをやれ」という言葉の後押しを受け施設を退職し、本格的にプロを目指す。[3]
- 2005年、シングル『ゲットーの歌です（こんなんどうです?）』を12インチで自主リリースする。
- 2006年、Libra Recordと契約し、1stミニアルバム『Welcome To Ghetto』を発売。
- 2007年4月11日、西成での「ILL西成BLUES (GEEK REMIX)」のPV撮影が産經新聞で取材され、4月11日発行の産經新聞夕刊（西日本版）に掲載される。[4]
- 2007年4月13日、イントロの「SHINGO'S Diner」のサンプリング許可がおりず、発売が延期とされていた1stフルアルバム『Sprout』を発売。このアルバムがKREVAに評価され、KREVAのアルバム『よろしくお願いします』に参加することになった。
- 2007年5月8日、両A面シングル『ILL西成BLUES (GEEK REMIX) / ゲットーの歌です。（こんなんどうDEATH!?） (Bach Logic Remix)』を500枚限定で発売。
- 2008年3月27日、朝日新聞夕刊に「釜ヶ崎発　魂のラップ」として彼を特集した記事が掲載される。[5]
- 2008年4月18日、MSCのPRIMALと鉄板BOYZを結成。シングル『鉄板BOYZ』を発売。[6]
- 2010年11月10日、般若の昭和レコードに移籍し、2ndアルバム『I・N・G』を発売。
- 2011年3月4日、地元・大阪の通天閣の真下で初のワンマンライブを行う。
- 2011年7月20日、初のライブDVD『ワンマンライブ ~通天閣からコンニチハ!~』を発売。
- 2012年7月18日、3rdアルバム『ブレない』を発売。
- 2013年6月18日、NHK総合でSHINGO★西成を特集したドキュメンタリー番組「地方発 ドキュメンタリー「”西成”を歌うアーティスト」」が放送される。
- 2013年12月4日、4thアルバム『おかげさまです。』を発売。
- 2014年8月6日、これまでの客演仕事をまとめたMIX CD『ラガッ&ラパッ ~客演曲ほとんど&REMIXちょい~ ディジェッ by DJ FUKU』を発売。
- 2014年11月28日、3年ぶりになんばグランド花月にてワンマンライブを開催。
- 2017年5月27日、5thアルバム『ここから・・・いまから』を発売。
- 2018年4月29日、般若 x ZORN x SHINGO★西成名義でコラボレーションアルバム『MAX』を昭和レコードより発売[7]。
- 2019年10月23日、6thアルバム『白目』を発売。
- 2021年7月25日、釜ヶ崎の三角公園において自身主催の米カンパライブを開催。
- 2022年1月19日、7thアルバム『独立記念日』を発売。限定版DVDには前述の2021年7月25日開催の米カンパライブの模様を収録。

## 人物
- 音楽との出会いは小学生低学年のときに近所の朝市で買ったスティーヴィー・ワンダーのレコードである。[8]
- 学生時代はラグビーに精を出していた。[9]また、吉本新喜劇の座員である烏川耕一とは、高校の同級生ならびにラグビー部のチームメイトであった[10]。
- 以前は高齢者福祉施設に勤めていた。
- 柳本顕（大阪市議）、山田英範（ホテル中央グループ社長）と共に今宮中学校横の花園公園の不法占拠の解消を要望した。[11]
- 炊き出しなどのボランティアにも積極的に参加している。[3]
- 好きな飲み物はテキーラである。
- 「ILL西成BLUES」のオリジナルはインスパイアされたクール・G・ラップ（英語版）の「Ill Street Blues」のトラックをそのまま使用しているため、権利の関係上、現在アナログでしか聴くことができない。

## ディスコグラフィ
ULTRA NANIWATIC MC'S、鉄板BOYZ等のグループでの作品は除く

### シングル

#### アナログ
- 『ゲットーの歌です （こんなんどうです？）』　（2005年）
- 『ILL西成BLUES (GEEK REMIX) / ゲットーの歌です。（こんなんどうDEATH!?） (Bach Logic Remix)』　（2007年）　500枚限定

### 配信限定シングル
| 発売日         | タイトル                                                                                           |
| -------------- | -------------------------------------------------------------------------------------------------- |
| 2012年12月12日 | みんなしあわせ / 般若&SHINGO★西成                                                                  |
| 2013年2月20日  | 大阪UP/東京UP / SHINGO★西成&般若                                                                   |
| 2013年2月27日  | 昭和ANTHEM / 般若&SHINGO★西成                                                                      |
| 2013年6月12日  | SHOWA SONG (DJ FUMIRATCH REMIX) / 般若&SHINGO★西成                                                 |
| 2015年10月9日  | GO / 般若/ZORN/SHINGO★西成                                                                         |
| 2015年12月23日 | ありがとう / 般若/ZORN/SHINGO★西成                                                                 |
| 2016年3月23日  | HUNGRY / 般若/ZORN/SHINGO★西成                                                                     |
| 2020年2月9日   | あいしてんでOSAKA 梅田サイファーRemix feat.peko,KOPERU,テークエム,KZ,KBD,R-指定,ファンク&KennyDoes |
| 2020年5月17日  | EVERYTHING / Red Eye,SHINGO★西成,KIRA&下拓                                                         |
| 2020年12月18日 | かかってこんかい Remix (feat. 漢 a.k.a. GAMI)                                                      |
| 2021年1月20日  | To Be With You                                                                                     |
| 2021年8月23日  | おおきにUP                                                                                         |
| 2021年11月29日 | 893                                                                                                |
| 2021年12月15日 | 涙が出る                                                                                           |
| 2022年1月3日   | うしろきいつけや feat. Red Eye                                                                     |
| 2022年9月22日  | Basketball                                                                                         |
| 2022年11月9日  | ババちびるほどまた怒られた                                                                         |
| 2022年12月22日 | きっと                                                                                             |
| 2023年7月21日  | 知らねえ                                                                                           |
| 2023年8月5日   | 大胆かつ繊細                                                                                       |
| 2023年9月1日   | いびつ                                                                                             |

### MIX CD
- 『BROOKLYN vs SHINGO☆西成』　（2006年6月21日）
- 『ラガッ&ラパッ ~客演曲ほとんど&REMIXちょい~ ディジェッ by DJ FUKU』　（2014年8月6日）

### DVD
- 『ワンマンライブ ~通天閣からコンニチハ!~』　（2011年7月20日）

### 客演作品
- Asuka『7days』（2004年4月14日）

3.7days-miss u,miss me-feat. SHINGO☆西成
- オムニバス『コネクション』（2005年7月27日）

7.俺,見てるで
12.俺,見てるで(EXTRABIGGCHABO REMIX:CHABO for TAILGATE)
- オムニバス「KING3LDK works」（2006年5月24日）

1.俺,見てるで(シンゴ西成&KING3LDK)
- Libra Compilation Album『Libra Record -天秤録音-』（2006年8月11日）
- 漢, PRIMAL, O2, メシアTHEフライ, MEGA-G, 太華, SHINGO☆西成, SATUSSY, ERONE. HIDA, 志人『暴言』（2006年8月11日）
- SEVEN SAMURAI「みなさん、ごきげんよう」（2006年8月23日）
- サイプレス上野とロベルト吉野、『ドリーム』（2007年1月26日）

8.音楽遊び feat. SHINGO☆西成(Libra/U.N.M/420)
- Romancrew『THE BEGINNING』（2007年2月7日）

5.Gold Finger feat. SHINGO☆西成, N.O.B, サイプレス上野
- CHIEF ROKKA「RAP-A-CITY」（2007年3月6日）

6.General feat. Shingo☆西成 & Micro
- NG HEAD「HEAD ROCK」（2007年7月18日）

12.大阪プライド feat. BOOGIE MAN, SHINGO☆西成, KENTY GROSS
- LARGE PROPHITS『Makin'Prophits』（2007年9月5日）

5.SKIT 1 SHINGO☆西成 from ULTRA NANIWATIC MC'S
- KREVA『よろしくお願いします』（2007年9月5日）

16.アグレッシ部(Remix) feat. KOHEI JAPAN & SHINGO☆西成
- ARIA「THE JUKEBOX 」（2007年11月28日）

11.JKP feat. SHINGO☆西成
- INFINITY16「Foundation Rock」（2007年12月12日）

14.T・R・Y / welcomez SHINGO☆西成
- オムニバス「ポチョムキン ＆ スーパースター列伝 ゴキゲンRADIO」（2007年12月21日）

5.二人の新世界 (大西ユカリ ＆ SHINGO☆西成)
- 鉄板BOYZ (SHINGO☆西成 + PRIMAL)「鉄板BOYZ」（2008年4月18日）
- BUZZER BEATS「Just The Beginning」（2008年5月14日）

12.「たくらむRAP」with SHINGO☆西成
- Shing02「歪曲」（2008年6月18日）

3.渇望（叫び）
- 赤井英和 with ICHIMONKAI「串かつ（二度付け禁止）」（2009年8月5日）トラックメイク
- JAM KANE  「Special Code」（2009年10月07日）

15.HANDS UP !!!! feat. SHINGO☆西成 and YOSHI and MINT and MOGGYY and YOUNGI and 小林 and yamane and 友
- Nao West『ただいま。おかえり! (feat. SHINGO☆西成)』（2010年1月31日）
- KENTY GROSS「ARD NICE GET」（2010年10月1日）

4.せやねん!! featuring SHINGO☆西成
- L-VOKAL「SHOCHU, ROOBEE, SAKE feat. SHINGO☆西成, 鎮座DOPENESS」『麻天楼 〜秋場所〜』（2010年6月9日）
- BOMBRUSH!「STAY STRONG feat. NORIKIYO, SHINGO★西成 & DAG FORCE」（2010年11月17日）
- MEGA-G & MUTA & 49「耳ヲ貸スベキ Feat. SHINGO☆西成」（RHYMESTERの代表曲カバー）（2010年11月23日）
- 「WOOFIN' Presents "勝ちウタ" Mixed by DJ AGETETSU」（2011年1月1日）

41.アグレッシ部 (Remix) feat.KOHEI JAPAN & SHINGO☆西成
- YOUNG HASTLE「THIS IS MY HUSTLE REMIX EP」（2011年6月15日）

2.Workout Remix FT.般若 &SHINGO☆西成
- 「ILL STREET BLUES ～JAPANESE HIP HOP NEW STANDARDS～」（2011年7月13日）

4.ILL 西成 BLUES / SHINGO☆西成
- DJ PMX『DJ PMXの「4 My City II (feat. 宇多丸、DABO、YOUNG DAIS、TWO-J、Mr. OZ、CHRiSTY、"E" qual、ROWSHI、G.CUE、U-PAC、SHINGO☆西成、大地、BIG RON、K DUB SHINE、TERRY、YOYO-C、SIMON、BUZZ、ZANG HAOZI、Kayzabro)』（2011年8月10日）
- HACNA MATADA「HACNAMATADA #11 JUGGLING FLAVA」（2011年10月1日）

37.どやねん / KENTY GROSS&SHINGO☆西成
- DJ ISSO「BEST OF JAPANESE HIP HOP HITS 2011」（2011年12月14日）

20.Work Out Remix / Young Hastle Feat. 般若, Shingo☆西成
- 446「446」（2012年6月16日）

11.メラメラ Feat.SHINGO☆西成
- 「ジャパレゲいいね!～ THE TIME OF TUNES ～」（2013年1月18日）

1.メラメラ / 446 feat.SHINGO☆西成
- RODEM CYCLONE「WANTED MIX VOL 3-JAMAICAN&JAPANESE ALL DUB PLATE MIX-」（2013年4月10日）

5.SPECIAL
7.CYCLONE UP
26.SPECIAL
- 「昭和レコード TOUR SPECIAL 2012 -THE LIVE DVD-」（2013年4月17日）

28.ブレない
29.直感
30.AAAAA
31.あいつは悪いヤツじゃなかった…でもいいヤツでもなかった
32.もしもキミが今…
33.大阪UP～神奈川UP～東京UP
34.心とフトコロが寒いときこそ胸をはれ
- 「MIGHTY CROWN THE FAR EAST RULAZ PRESENTS LIFE STYLE RECORDS COMPILATION VOL.5」（2013年4月24日）

4.MY PEOPLE / ILL-BOSSTINO,MASTA SIMON & SHINGO★西成
- RED SPIDER「逆ギレ・アウチ!! -ALL JAPANESE REGGAE DUB MIX CD-」（2013年6月19日）

DISC1-2.HANDS UP
DISC1-12.YABAI
DISC1-32.FROM KANSAI / BIG BEAR & SHINGO★西成
DISC2-24.WHERE IS LOVE / HAN-KUN,SHINGO☆西成,NG HEAD
- DJ FILLMORE「AZIAN MIX!! THA DVD!! VOL.2 MIXXXED BY FILLMORE [DVD+CD]」（2013年12月20日）

28.Workout [Remix] feat.般若 & Shingo☆西成 (BONUS TRACKS & PICK UP BEATZ!!)
- 「TERRY THE AKI-06 TRIBUTE ALBUM」（2013年12月25日）

5.正念場 TRIBUTE (ORIGINAL)
11.正念場 TRIBUTE (REMIX)
- STUDIO360「参六零式 蜂ノ巣ミックス」（2014年3月12日）

3.SHINGO☆西成 - 蜂ノ巣 DUB
18.TAK-Z&SHINGO☆西成 - 蜂ノ巣 DUB
- R-指定「セカンドオピニオン」（2014年4月1日）

8.灯取虫～ヒトリムシ～ feat. SHINGO☆西成 (Track by JASHWON)
- 「昭和レコード TOUR SPECIAL 2013 -THE LIVE DVD-」（2014年4月16日）

29.心とフトコロが寒いときこそ胸をはれ / SHINGO★西成
30.ラパッ / SHINGO★西成
31.一網打尽 REMIX / SHINGO★西成
32.一網打尽 with 韻踏合組合 / SHINGO★西成
33.U.Y.C / SHINGO★西成
34.頑張ってれば… / SHINGO★西成
35.大阪UP～神奈川UP with NORIKIYO～東京UP with 般若 / SHINGO★西成
- Mighty Jam Rock『エガキカナデル -mural10th anniv. (feat. HOMEGROWN, JTB, PUSHIM, RYO the SKYWALKER, ラガラボMUSIQ, SHINGO★西成, EXPRESS, 寿君, RAY & NEO HERO)』（2015年7月8日）
- KEIZOmachine!『PUTIN feat. SHINGO★西成 & KIREEK』（2019年6月12日）
- DJモナキング,DJケンイチ,YOKO-P『みんなでおどってさわごう (feat. SHINGO★西成)』（2019年9月14日）
- TAK-Z『生きてるうちに (feat. SHINGO★西成 & 般若)』（2019年12月4日）
- DJ モナキング, DJ ケンイチ & YOKO-P『みんなでおどってさわごう HiBiKi & DJ KEN-BOW & APpro REMIX (feat. SHINGO★西成)』（2020年5月11日）
- DJ モナキング, DJ ケンイチ & YOKO-P『Minnade Odotte Sawagou (feat. Shingo Nishinari)』（2020年7月25日）
- DJ モナキング, DJ ケンイチ & YOKO-P『Minnade Odotte Sawagou (Hibiki & DJ Ken-bow & Appro Remix) [feat. Shingo Nishinari]』（2020年7月26日）
- テークエム『Yanpi (feat. SOCKS & SHINGO★西成) [Remix]』（2022年5月7日）
- 近畿大学『「近大UP」SHINGO★西成』（2024年6月19日）

## 出演

### テレビ番組
- 地方発 ドキュメンタリー「”西成”を歌うアーティスト」（2013年6月18日、NHK総合）
- バリバラ～障害者情報バラエティー～「つながるTV　Vol.3」（2014年10月10日、NHK教育）
- 探検バクモン「ニッポン労働ブルース～人情編～」（2015年9月23日、NHK総合）
- なるみ・岡村の過ぎるTV「愛すべき西成区！一度住んだらハマる”人情の街”」（2022年9月5日、ABCテレビ）

### 映画
- 解放区（2019年10月18日公開、SPACE SHOWER FILMS）

## ミュージックビデオ
| 監督    | 曲名                                                         |
| 4WK     | 「まちがいない！」                                           |
| KUROFIN | 「G.H.E.T.T.O」「「生きる」っていうこと」(446 & SHINGO★西成) |
| 不明    | 「ILL西成BLUES」「大阪UP」                                   |